# El Pont d'Arsèguel
El Pont d'Arsèguel – miejscowość w Hiszpanii, w Katalonii, w prowincji Lleida, w comarce Alt Urgell, w gminie Arsèguel.
Według danych INE z 2005 roku miejscowość zamieszkiwały 33 osoby.